# Радмила Парезановић
Радмила Парезановић Тодоровић (15. фебруар 1951) је бивша српска и југословенска рукометашица. Са репрезентацијом Југославије освојила је златну медаљу на Светском првенству 1973, и сребрну на Светском првенству 1971. године. Каријеру је почела у београдском ОРК Београду. Носилац је националног признања Републике Србије.